# Charles M. Roessel
Charles Monty Roessel (28. června 1961 – 6. ledna 2025) byl americký fotograf a novinář. Jako akademický správce působil jako ředitel Bureau of Indian Education od roku 2013 do roku 2016 a prezident Diné College od roku 2017 až do své smrti.

## Život
Roessel se narodil 28. června 1961. V roce 1984 získal bakalářský titul v oboru fotografie a průmyslového umění na University of Northern Colorado.
Roessel zemřel v Albuquerque na rakovinu 6. ledna 2025 ve věku 63 let.

## Kariéra

### Žurnalistika a fotografie
Po absolvování bakalářského studia pracoval jako fotoreportér v Greeley. Opustil Greeley, aby se stal šéfredaktorem Navajo Times až do roku 1987. Dva roky, počínaje rokem 1990, byl viceprezidentem, spolumajitelem a redaktorem Navajo Nation Today. V roce 1995 získal titul Master of Arts v žurnalistice na Prescott College. Téhož roku vydal knihu pro děti: Songs from the Loom: A Navajo Girl Learns to Weave. Jako novinář také přispíval články do New Mexico Magazine.
V roce 2004 se Roesselova fotografie objevila na výstavě „Viewpoints: Native Americans and Photography“ v Arizona State Museum. Jako fotograf se jeho práce objevily také v časopisech Arizona Highways, New Mexico Magazine, Newsweek, Time, Sports Illustrated nebo Native Peoples.

### Školství
Od září 1997 do prosince 2000 byl Roessel ředitelem Navajo Nation Round Rock Chapter AmeriCorps. Pracoval v Rough Rock Community School od roku 1998 do roku 2011, začínal jako ředitel komunitních služeb. Učil také fotografii a trénoval baseball. V roce 2000 byl jmenován výkonným ředitelem a o sedm let později, v roce 2007, se stal superintendentem. Během svého působení v Rough Rock dohlížel na velké kapitálové projekty financované americkým zákonem o obnově a reinvesticích z roku 2009. V roce 2007 dokončil doktorát na Arizonské státní univerzitě v Tempe v oboru Vzdělávací administrativa a supervize. Téhož roku vydal druhou dětskou knihu: Kinaalda: A Navajo girl grows up.
V roce 2010 se stal předsedou Výboru pro tvorbu vyjednávaných pravidel ministerstva vnitra No Child Left Behind Act. Sloužil také v pracovní skupině pro znovuautorizaci vzdělávání suverenity v Navajo s Navajským vzdělávacím oddělením Diné Education.
Roessel se v roce 2011 stal zástupcem ředitele pro školy Navajo pod Bureau of Indian Education ("BIE"). Během této doby dohlížel na 66 škol BIE v indiánských rezervacích. Počínaje únorem 2012 začal Roessel sloužit jako úřadující ředitel BIE. V prosinci 2013 byl jmenován ředitelem. V roce 2016 však byl degradován poté, co vyšetřování Úřadu generálního inspektora ministerstva vnitra odhalilo, že využil své pozice ředitele k tomu, aby příteli získal práci v oddělení a získal práci příbuzného u Navajo Nation.

#### Vysoká škola Diné
V roce 2017 byl Roessel jmenován 18. prezidentem Diné College. Jeho otec, Bob Roessel, tuto školu spoluzaložil. Během pandemie covidu-19 Roessel investoval stimulační prostředky ze zákona CARES do nákupu notebooků k pronájmu a přístupu k internetu pro studenty v Diné (komunitě Navahů), kde přibližně 86 procent studentů nemělo doma přístup k internetu. Vytvořil také program nouzové pomoci, který distribuoval přes 300 šeků kvalifikovaným studentům na podporu základních potřeb. Promoce probíhala také online. Před svou smrtí vedl transformaci bývalé dvouleté vysoké školy na čtyřletou instituci.